# 维森蒂诺波利斯
维森蒂诺波利斯是巴西戈亚斯州的一个市镇。总面积737.251平方公里，总人口6591人，人口密度8.9人/平方公里。